# Komisija po Zakonu o nezdružljivosti opravljanja javne funkcije s pridobitno dejavnostjo Državnega zbora Republike Slovenije
Komisija po Zakonu o nezdružljivosti opravljanja javne funkcije s pridobitno dejavnostjo je komisija Državnega zbora Republike Slovenije.

## Delovanje
»Komisija opravlja naloge po Zakonu o nezdružljivosti opravljanja javne funkcije s pridobitno dejavnostjo, izvaja nadzor nad izvrševanjem določb Zakona o nezdružljivosti opravljanja javne funkcije s pridobitno dejavnostjo, zbira prijave o premoženjskem stanju funkcionarjev na podlagi podatkov o premoženjskem stanju funkcionarjev in podatke o njihovih dohodkih ter o tem vodi evidenco podatkov, spremlja uresničevanje določb o nezdružljivosti osnovne funkcije z drugimi funkcijami funkcionarjev, spremlja uresničevanje določb o prepovedih oziroma omejitvah pri sprejemanju daril in vodi evidenco seznamov daril funkcionarjev, spremlja uresničevanje določb o omejitvah pri poslovanju po predpisih o javnih naročilih in vodi evidenco subjektov, za katere veljajo omejitve ter seznam subjektov objavlja v Uradnem listu Republike Slovenije in na svoji spletni strani, predlaga uvedbo postopka o prekršku ter vodi evidenco podatkov o osebah, zoper katere je uveden postopek o prekršku na podlagi Zakona o nezdružljivosti opravljanja javne funkcije s pridobitno dejavnostjo, sprejme svoj poslovnik, opravlja druge naloge v skladu z zakonom in svojim poslovnikom.«

## Sestava
1. državni zbor Republike Slovenije
- izvoljena: 25. december 1993
- predsednik: Jana Primožič (19. september 1996-23. julij 1996), Ciril Pucko (od 23. julija 1996)
- člani: Metka Karner-Lukač (do 27. maja 1993), Rafael Kužnik, Jože Lenič (do 21. decembra 1995), Mihaela Logar (od 27. maja 1993), Miloš Pavlica, Matjaž Peskar (21. december 1995-19. julij 1996), Zoran Thaler (od 12. septembra 1996)

2. državni zbor Republike Slovenije
- izvoljena: 16. januar 1997
- predsednik: Rafael Kužnik
- člani: Igor Bavčar (do 29. novembra 1997), Darinka Mravljak, Anton Partljič (od 29. januarja 1998), Rudolf Petan, Marijan Schiffrer
- funkcija člana: Richard Beuermann (od 25. novembra 1997)

3. državni zbor Republike Slovenije
- izvoljena: 21. november 2000
- predsednik: Bogomir Vnučec
- člani: Roman Jakič, Andrej Fabjan, Majda Zupan, Sonja Areh Lavrič

4. državni zbor Republike Slovenije
- izvoljena: ?
- predsednik: Aleš Gulič
- podpredsednik: Drago Koren
- člani: Kristijan Janc (član), Dimitrij Kovačič (član), Dušan Kumer (član), Matej Lahovnik (član), Eva Irgl (namestnica člana), Breda Pečan (namestnica člana), Mihael Prevc (namestnik člana), Vili Trofenik (namestnik člana), Borut Sajovic (namestnik predsednika), Janez Drobnič (namestnik podpredsednika)